# Contea di Hockley
La contea di Hockley in inglese Hockley County è una contea dello Stato del Texas, negli Stati Uniti. La popolazione al censimento del 2010 era di 22 935 abitanti. Il capoluogo di contea è Levelland. La contea è stata creata nel 1876 dalle contee di Bexar e Young, ma non è stata organizzata fino al 1921. Il suo nome deriva da George Washington Hockley (1802–1854), Capo di Stato Maggiore dell'esercito del Texas durante la rivoluzione texana e Segretario di guerra della Repubblica del Texas.

## Geografia fisica
| Anno | Popolazione | ±%       |
| ---- | ----------- | -------- |
| 1900 | 44          |          |
| 1910 | 137         | 211.4%   |
| 1920 | 137         | 0.0%     |
| 1930 | 9,298       | 6,686.9% |
| 1940 | 12,693      | 36.5%    |
| 1950 | 20,407      | 60.8%    |
| 1960 | 22,340      | 9.5%     |
| 1970 | 20,396      | −8.7%    |
| 1980 | 23,230      | 13.9%    |
| 1990 | 24,199      | 4.2%     |
| 2000 | 22,716      | −6.1%    |
| 2010 | 22,935      | 1.0%     |

Secondo l'Ufficio del censimento degli Stati Uniti d'America la contea ha un'area totale di 909 miglia quadrate (2350 km²), di cui 908 miglia quadrate (2350 km²) sono terra, mentre 0,2 miglia quadrate (0,52 km², corrispondenti allo 0,02% del territorio) sono costituiti dall'acqua.

### Strade principali
- U.S. Highway 62
- U.S. Highway 82
- U.S. Highway 84
- U.S. Highway 385
- State Highway 114

### Contee adiacenti
- Lamb County (nord)
- Lubbock County (est)
- Terry County (sud)
- Cochran County (ovest)
- Yoakum County (sud-ovest)
- Bailey County (nord-ovest)
- Hale County (nord-est)
- Lynn County (sud-est)